# Gävle Taxi
Gävle Taxi startade 1922 när droskägarna i Gävle organiserade sig och bildade Gävle Droskägarförening u.p.a.

## Historia

### 1922-1929
1922 fanns två taxistationer med telefoner, en vid Centralplan och en vid Rådhustorget. 1924 hade föreningen 25 bilar. 1925 togs föreningens växel i bruk och antalet ”stolpar” med telefon utökades med fyra. Samma år bildades även en inköpsförening och byggde en kiosk vid Södra Station för biltillbehör och bensinpump. 1928 anslöt man sig till Svenska Droskbilägareförbundet, nuvarande Svenska Taxiförbundet.

### 1930-1949
Från 1931 fanns taxiväxeln i föreningens fastighet på Staketgatan 10. 1933 anlades taxihållplatser i Strömsbro och Bomhus. 1938 hade föreningen totalt 30 droskor och lönen kunde då vara 8:50 kr per pass som oftast var på 13 timmar. Efter några goda år blev det sämre tider igen i och med krigsutbrottet 1939. Mellan 1940 och 1946 gick alla bilar på gengas på grund av bensinbristen.
1946, när Gävle fyllde 500 år, hade föreningen 40 ordinarie taxibilar samt extrabilar och bilar från närliggande orter vilket gjorde att taxiväxeln behövde utökas. 1948 fick man tillstånd för tio reservbilar som då ägdes av föreningen och var av äldre årsmodeller. Dessa kunde sättas in vid trafiktoppar. 1949 flyttade taxiväxeln till det nybyggda IC-huset på Ruddamsgatan och kunderna kunde då ringa in till växeln och beställa en bil.

### 1950-1969
1951 införlivades Bomhus taxi och 1956 installerades kommunikationsradio i bilarna för att mer effektivt kunna utnyttja vagnparken.
1962 tog taxi över ambulanskörningarna i Gävle, Valbo och Hille kommuner. Första ambulansen var en begagnad Volvo 833. Man utökade sedan antalet ambulanser med bland annat en Opel Kapitän 1962 och en Ford Country Sedan 1964. Som mest hade man fem ambulanser. Ambulanstransporterna övertogs 1974 av brandkåren i Gävle. 1964 ändrade föreningen namn till Gävle Taxi Ekonomisk förening.

### 1970-1989
1969 blev Hille taxi medlem och 1970 även Valbo taxi. Detta i samband med kommunsammanslagningarna. 1974 hade föreningen 49 ordinarie bilar och tre reservbilar i trafik. En av medlemmarna hade en mindre buss som användes i den ökande färdtjänsten. 1976 började man med telegramutkörning och transporterna av skolbarn ökade. Man testade också att införa linjetrafik mellan Gävle och Sandvikens flygplats men försöket lades ner 1977 på grund av dålig lönsamhet. 1978 minskade lönsamheten och man utökade då budbilsverksamheten. Några medlemmar hade släpvagnar så att de kunde köra mer skrymmande gods åt kunderna.
1982 hade man 53 ordinarie bilar och 11 reservbilar. Man undersökte nya marknader såsom samkörning med taxibolag på andra orter när det gällde trafik till och från Arlanda flygplats, taxi som ersättning för buss i lågtrafik m.m.

### 1990-
1990 avreglerades taximarknaden i Sverige och det innebar att man nu fick starta konkurrerande bolag. 1991 fick man sin första konkurrent när Taxi Stor & Liten bildades. 2012 blir Gävle Taxi en del av Sverigetaxi som är en rikstäckande taxitjänst.